# Dysdera festai
Dysdera festai là một loài nhện trong họ Dysderidae.
Loài này thuộc chi Dysdera. Dysdera festai được miêu tả năm 1929 bởi Caporiacco.